# 브릭레이어
브릭레이어(The Bricklayer)는 레니 할린(Renny Harlin)이 감독하고 한나 웨그(Hanna Weg)와 맷 존슨(Matt Johnson)이 각본을 맡은 2024년 미국 액션 스릴러 영화로, 폴 린지(Paul Lindsay)가 필명 노아 보이드(Noah Boyd)로 쓴 2010년 동명의 소설을 원작으로 하고, 에런 엑하트(Aaron Eckhart), 니나 도브레브(Nina Dobrev), 팀 블레이크 넬슨, 일페네쉬 하데라, 클리프턴 콜린스 주니어이 주연을 맡았다.
이 영화는 2024년 1월 5일 미국에서 버티컬 엔터테인먼트를 통해 개봉되었다.

## 캐스팅
- 에런 엑하트
- 니나 도브레브
- 클리프턴 콜린스 주니어
- 팀 블레이크 넬슨